# غاريث إيفانز (لاعب اتحاد الرغبي بريطاني)
غاريث إيفانز (بالإنجليزية: Gareth Evans)‏ هو لاعب اتحاد الرغبي بريطاني، ولد في 2 نوفمبر 1952 في نيوبورت في المملكة المتحدة.

## وصلات خارجية
- غاريث إيفانز عل موقع إسبنسكروم (الإنجليزية)